# سحام الثرغول
سُحام الثُّرغول أو مَرَق القُطبان هو نوع من الفطر ينتمي إلى رتبة شقرانيات أو الفصيلة الشقرانية.